# Elizabeth Williamsová (fotografka)
Elizabeth „Tex“ Williamsová (nepřechýleně Elizabeth Williams; * 1924 Houston) je americká fotografka. Do ženského armádního sboru vstoupila v roce 1944 ve věku dvaceti let jako jedna z mála afroamerických fotografek v armádě.

## Životopis
Williamsová se narodila v Houstonu v roce 1924 kde vyrůstala v dělnické rodině. Sloužila v ženském armádním sboru, kde byla umístěna v Iowě a Arizoně. Později odešla do Huachuca City v Arizoně.
Williamsová studovala na Photographic Division School v New Jersey s vyznamenáním a promovala jako valedictorian protože armáda nedovolila Afroameričanům ve vojenské škole fotografovat.

## Kariéra
Williamsová pracovala v ženském armádním sboru jako fotografka v letech 1944 až 1970. Byla umístěna na černošské základně v Iowě, protože armáda byla stále segregovaná, což byla praxe, která přetrvala i poté, co armáda v roce 1948 segregaci ukončila. Od té doby, co byla armáda až do výkonného nařízení 9981 segregována, pořídila mnoho fotografií Afroameričanů. V armádě i mimo ni Williamsová fotografovala „ Nového černocha “, který změnil stereotypy o afrických Afričanech.
Williamsová fotografovala všechno vojenské. Pořizovala zpravodajské fotografie, medicínu, obranu a identifikační podobenky. Později pracovala jako zpravodajská fotografka pro obranné zpravodajské agentury.

## Význam
Učenci jako Jeanne Moutoussamy-Ashe a Jacqueline Ellis popisují Williamsovou jako průkopnici, pro jejíž rasu a pohlaví byl profesionální úspěch fotografa nepravděpodobný, natož v americké armádě, která by v praxi zůstala segregovaná až do 80. let, ačkoli oficiální politika skončila v roce 1948. Afroameričanům bylo zakázáno navštěvovat vojenské fotografické školy a výcvikové programy, takže musela jít na fotografickou divizní školu v New Jersey, kde jako první žena a Afroameričanka absolvovala, což zvládla s vyznamenáním. Byla jedinou ženou, která fotografovala letectvo.